# Selago tenuifolia
Selago tenuifolia là một loài thực vật có hoa trong họ Huyền sâm. Loài này được (Rolfe) Hilliard miêu tả khoa học đầu tiên.